# KAB-500
KAB-500 oder КАБ-500 bezeichnet eine Serie von Präzisionsbomben aus sowjetischer/russischer Produktion. KAB steht für korrektirujemaja awiazionnaja bomba (russisch корректируемая авиационная бомба ‚kurskorrigierende Fliegerbombe‘) und 500 steht für die Gewichtsklasse der Bombe. Die Serie umfasst die Bomben KAB-500L, KAB-500Kr, KAB-500S und KAB-500PL.

## Entwicklung
1970 bekam GNPP Region (jetzt Tactical Missiles Corporation) in Moskau den Auftrag zur Entwicklung von Präzisionsbomben in einer Gewichtsklasse von 500 kg und 1500 kg. Die Bomben sollten mit einem Laserzielsuchkopf oder einem elektrooptischen Lenksystem ausgestattet werden. Gerüchten zufolge wurde bei der Entwicklung auf Suchköpfe von im Vietnamkrieg geborgenen Paveway, AGM-62 Walleye und GBU-8-HOBOS-Bomben zurückgegriffen. Die werksinternen Bombentests waren im Juni 1974 beendet. Im August 1975 waren die Abnahmetests in Achtubinsk durch die staatlichen Behörden abgeschlossen. Die Serienproduktion begann 1976 und im Jahr 1979 wurde die KAB-500L (mit Laserzielsuchkopf) offiziell bei den sowjetischen Luftstreitkräften eingeführt. Die Ausführung KAB-500Kr mit einem elektrooptischen Suchkopf war Anfang 1984 bereit. Die Ausführung KAB-500S mit Satellitensteuerung wurde erstmals 2003 vorgestellt. Mit der ersten Lieferung an die russische Luftwaffe wurde im Jahr 2007 die Initial Operating Capability erreicht. Ursprünglich beabsichtigte die russische Luftwaffe nicht, die KAB-500S in Großserie zu beschaffen.

## Technik
Die KAB-500 kann gegen ein großes Spektrum strategischer sowie taktischer Ziele, zum Beispiel Flugabwehr, Schiffe, Brücken, Transporteinrichtungen, Verkehrsanlagen und verbunkerte Anlagen eingesetzt werden. Zu diesem Zweck ist die KAB-500 modular aufgebaut und besteht aus folgenden Teilen: Suchkopf, Sprengkopf sowie Lenkeinheit. Die BU-56-Lenkeinheit befindet sich im Bombenheck und steuert den PG-9-2-Gasgenerator, welcher die Lenkimpulse für die vier Steuerflächen erzeugt. Außer von der Lenkeinheit existieren von sämtlichen Modulen verschiedene Ausführungen, die miteinander kombiniert werden können. Die Bombe hat eine zylindrische, längliche Rumpfform mit einem kreisrunden Querschnitt. Am Heck sind vier Steuerflächen angebracht. Am vorderen Drittel des Rumpfes befinden sich vier Stabilisierungsflächen. In Abhängigkeit von den unterschiedlichen Suchköpfen existieren drei KAB-500-Serien:

### KAB-500L

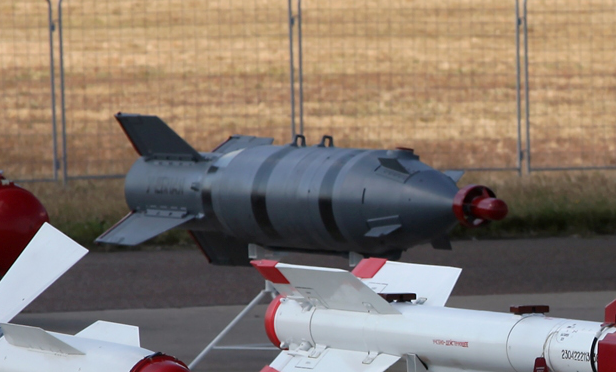
KAB-500L

Die Ausführung KAB-500L verwendet Laserzielsuchköpfe vom Typ Asow 27N und später 27N1. Diese wurden von OAO Peleng entwickelt. Die Suchköpfe entsprechen im Wesentlichen den US-amerikanischen Paveway-I/II-Suchköpfen. Für die KAB-500L ist eine Zielbeleuchtung mittels Laser notwendig. Dazu kommen die Laserzielbeleuchter vom Typ Klen PM/PS, Kaira 24M oder I-25 Schkwal zum Einsatz. Daneben können auch die Zielbehälter Sapsan-E und Damocles des französischen Herstellers Thales verwendet werden. Der Lasersucher der Bombe ist kardanisch aufgehängt und richtet sich durch einen runden Boxwing automatisch auf den Geschwindigkeitsvektor der Waffe ein. Das vom Ziel reflektierte Laserlicht wird durch den Sucher erfasst. Die empfangene Laserenergie wird auf einen Sensor fokussiert und verarbeitet. Die Steuerlogik ermittelt die nötigen Lenkimpulse für die vier Steuerflächen am Bombenheck. Die KAB-500L kann aus einem Höhenbereich von 1000 bis 8000 m sowie in einem Geschwindigkeitsbereich von 550 bis 1100 km/h abgeworfen werden. Die maximale Einsatzdistanz liegt bei 9 km. Die minimale Einsatzdistanz beträgt 3 km. Die mittlere Treffgenauigkeit (CEP) liegt bei 3 bis 7 m. Die KAB-500L ist 3,04 m lang und wiegt je nach Ausführung 370 bis 525 kg. Der Rumpfdurchmesser misst 400 mm und die Spannweite liegt bei 750 mm.
| Bezeichnung | Gewicht | Gefechtskopf                                   |
| ----------- | ------- | ---------------------------------------------- |
| KAB-500L-Pr | ~500 kg | Penetrationsgefechtskopf der BetAB-500-Bombe 1 |
| KAB-500L-G  | 534 kg  | 460-kg-Splittergefechtskopf                    |
| KAB-500L-F  | ~500 kg | 380-kg-Splittergefechtskopf 2                  |
| KAB-500L-OD | 370 kg  | 280-kg-Aerosolbombe                            |
| KAB-500L-K  | 525 kg  | 266 × PTAB-1-HEAT-Bomblets                     |

1
Der Penetrationsgefechtskopf ist in der Lage, 10 m Erdreich und danach 1,5 m Stahlbeton zu durchbrechen.
2 Der Wirkungsradius beträgt knapp 22 m.

### KAB-500Kr

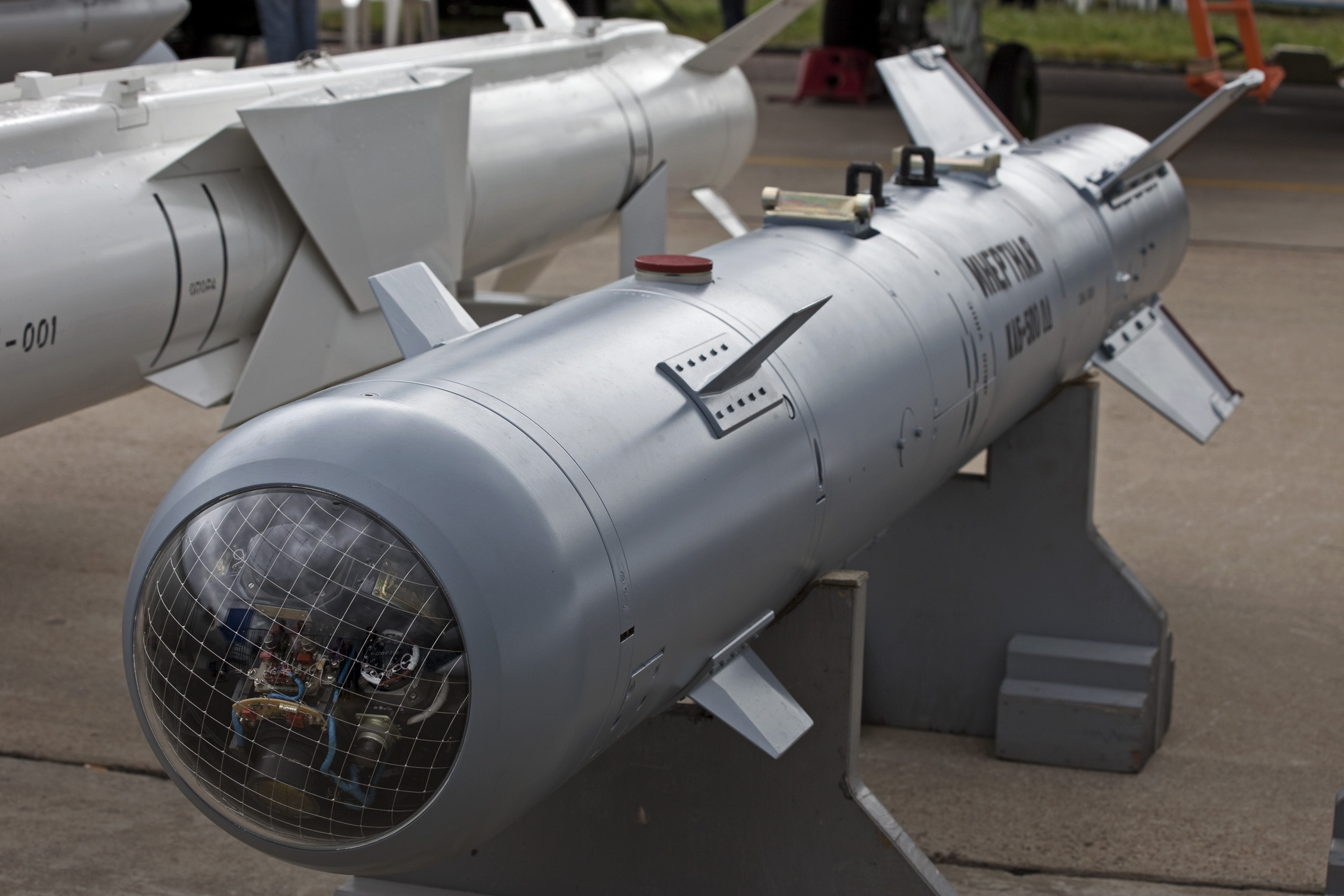
KAB-500Kr-OD

Die erste Ausführung der KAB-500Kr verwendete den elektro-optischen Suchkopf vom Typ Krym. Dieser Suchkopf konnte nur bei Tageslicht eingesetzt werden und die Kamera ermöglichte nur die Bekämpfung von kontrastreichen Zielen. Der verbesserte Suchkopf 7TM1 Krym-M kann unter optimalen Bedingungen erfasste Ziele selbst verfolgen und treffen (Fire-and-Forget). Nach dem Abwurf der Bombe wird der Datenlink aktiviert und das TV-Bild des Suchkopfes aus der Bombenspitze in das Flugzeug übertragen. Somit kann das Ziel genau anvisiert werden und das TV-Bild wird bis zum Einschlag der Lenkwaffe in das Flugzeug übertragen (man-in-the-loop). Kurskorrekturen können mit einem kleinen Joystick ausgeführt werden. Für die Übertragung der Bilddaten aus dem Bombensuchkopf muss das Trägerflugzeug mit einem APK-8- oder APK-9-Datenlink-Pod ausgerüstet sein. Neuere Modelle der KAB-500Kr sind mit einem DSMAC-Suchkopf (Gelände-Kontur-Abgleich) vom Typ Tubus-2 ausgerüstet. Dieser arbeitet auf einer Wellenlänge 0,4 bis 0,95 µm und kann bei Nacht und auch gegen kontrastarme Ziele eingesetzt werden. Ebenso kann die Bombe ein vor dem Abwurf ausgewähltes Ziel von selbst finden und treffen. Der Suchkopf wird von OAO Impuls produziert. Die KAB-500Kr kann aus einem Höhenbereich von 1000 bis 11.000 m sowie in einem Geschwindigkeitsbereich von 550 bis 1100 km/h abgeworfen werden. Die maximale Einsatzdistanz liegt bei 15 bis 17 km. Die minimale Einsatzdistanz beträgt 2 km. Die mittlere Treffgenauigkeit (CEP) liegt bei 3 bis 7 m. Die KAB-500Kr ist 3,05 m lang und wiegt je nach Ausführung 385 bis 560 kg. Der Rumpfdurchmesser misst 350 mm und die Spannweite liegt bei 750 mm.
| Bezeichnung  | Gewicht | Gefechtskopf                                 |
| ------------ | ------- | -------------------------------------------- |
| KAB-500Kr-Pr | 560 kg  | Penetrationsgefechtskopf der BetAB-500-Bombe |
| KAB-500Kr-F  | 525 kg  | 380-kg-Splittergefechtskopf                  |
| KAB-500Kr-OD | 385 kg  | 280-kg-Aerosolbombe                          |
| KAB-500Kr-K  | ~500 kg | 266 × PTAB-1-HEAT-Bomblets                   |

### KAB-500S

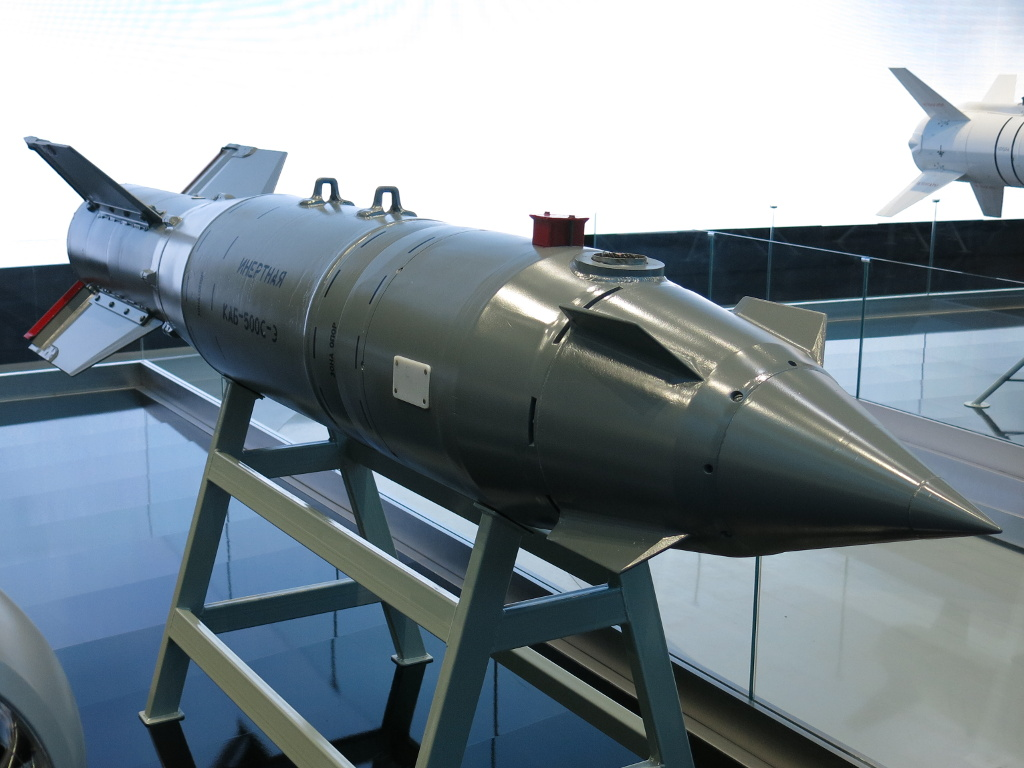
KAB-500S

Die Ausführung KAB-500S verwendet ein kombiniertes INS/GPS-Lenksystem. Das SPE-2001-Lenksystem arbeitet mit einem 24-Kanal-Empfänger für die Satelliten-Navigationssysteme GLONASS und GPS. Je nach Verfügbarkeit wählt das Lenksystem automatisch eines der beiden Satelliten-Signale aus. Das SPE-2001-Lenksystem wird von IBC Compass produziert. Die KAB-500S kann unabhängig vom Wetter und der Tageszeit eingesetzt werden. Die KAB-500S kann aus einem Höhenbereich von 1000 bis 11.000 m sowie in einem Geschwindigkeitsbereich von 550 bis 1100 km/h abgeworfen werden. Die Bombe wiegt 560 kg und ist 3,00 m lang. Der Rumpfdurchmesser misst 400 mm und die Spannweite liegt bei 750 mm. Der Splittergefechtskopf wiegt 380 kg, wovon 195 kg auf den Sprengstoff entfallen. Der Zünder hat drei unterschiedliche Modi und kann in Abhängigkeit zur Zielbeschaffenheit entsprechend eingestellt werden (Aufschlag, Verzögerung oder Zeitzünder). Die mittlere Treffgenauigkeit (CEP) liegt bei 5 bis 10 m.
| Bezeichnung | Gewicht | Gefechtskopf                |
| ----------- | ------- | --------------------------- |
| KAB-500S    | 560 kg  | 380-kg-Splittergefechtskopf |

### KAB-500PL
Die KAB-500PL dient zur U-Boot-Bekämpfung. Im Aufbau ist sie ähnlich wie die übrigen KAB-500-Bomben. Allerdings erfolgt kein gelenkter Bombenfall; in der Bombenspitze ist ein aktiv und passiv arbeitendes Sonar untergebracht. Dieses wird aktiviert, sobald die Bombe auf der Wasseroberfläche auftrifft. Während die Bombe in Richtung Meeresboden sinkt, sucht das Sonar nach U-Booten. Wird ein Ziel erfasst, so steuert die Bombe mit Hilfe der vier Steuerflächen auf das Ziel zu. Die Zündung erfolgt durch einen Aufschlagzünder. Als einzige Einsatzplattform ist die Iljuschin Il-38 May bekannt.
| Bezeichnung | Gewicht | Gefechtskopf |
| ----------- | ------- | ------------ |
| KAB-500PL   | ~500 kg | Wasserbombe  |

## Einsatz
Die KAB-500 kam erstmals testweise von 1988 bis 1989 während der sowjetischen Intervention in Afghanistan zum Einsatz. Danach wurde die KAB-500 bei Operationen in Dagestan, im Tschetschenienkrieg und im Kaukasus-Konflikt 2008 verwendet.
Der Ersteinsatz der KAB-500S mit Satelliten-Steuerung erfolgte im Rahmen der russischen Intervention im Bürgerkrieg in Syrien im Oktober 2015.
Die KAB-500 wird seit 2022 von Russland auch während des Überfalls auf die Ukraine eingesetzt.

## Trägerflugzeuge
- Iljuschin Il-38 May
- Mikojan-Gurewitsch MiG-27 Flogger
- Mikojan-Gurewitsch MiG-35 Fulcrum
- Suchoi Su-24 Fencer
- Suchoi Su-25 Frogfoot (modernisiert)
- Suchoi Su-30 Flanker
- Suchoi Su-34 Fullback
- Suchoi Su-35 Flanker
- Suchoi Su-57
- Tupolew Tu-22M3 Backfire (modernisiert)
- Tupolew Tu-160 Blackjack (modernisiert)

## Verbreitung
- Indien
- Kasachstan
- Russland
- Syrien
- Uganda
- Ukraine
- Venezuela
- Vietnam
- Volksrepublik China
- Belarus

(Quelle:)

## Belege
1. 1 2  Jefim Gordon: Soviet/Russian Aircraft Weapons since World War Two. Midland Publishing, 2004.
2. 1 2 3  Die Präzisionsbomben KAB-500 und KAB-1500. DTIG – Defense Threat Informations Group, Oktober 2004.
3. 1 2 3 4 5 6  Ducan Lennox: Jane’s Air-Launched Weapon Systems. Edition 2002, Jane’s Information Group 2002.
4. ↑  KAB-500S-E. In: deagel.com. Abgerufen am 18. Dezember 2014 (englisch).
5. ↑  Минобороны отказалось от ГЛОНАСС-бомб. In: izvestia.ru. Abgerufen am 18. Dezember 2014 (russisch).
6. 1 2 3 4 5  Carlo Kopp: Soviet/Russian Guided Bombs. In: ausairpower.net. Abgerufen am 18. Dezember 2014 (englisch).
7. ↑   PLA’s tactical air-to-surface missiles (Part 1) (Memento vom 19. Februar 2014 im Internet Archive) In: sinodefence.com. Abgerufen am  27. August 2015 (englisch).
8. 1 2 3  Michael Fiszer: Russia Testing New Guided Bombs. Journal of Electronic Defense, 22. November 2005.
9. ↑  KAB-500C. In: airwar.ruizvestia.ru. Abgerufen am 18. Dezember 2014 (russisch).
10. ↑   Ted Hooten:  Jane’s Naval Weapon Systems, 2001–2002. Jane's Information Group, London 2002.
11. ↑  Корреспонденты «КП» публикуют первые фото вернувшихся с задания российских пилотов в Сирии. In: kp.ru. Abgerufen am 7. Oktober 2015 (russisch).
12. ↑  https://www.fr.de/politik/ukraine-krieg-waffen-bombe-putin-gegenoffensive-fortschritte-truppen-soldaten-zr-92490405.html
13. ↑  https://news.ru/usa/v-ssha-nazvali-eshe-odnu-prichinu-neudachnogo-kontrnastupleniya-vsu/
14. ↑  https://ukranews.com/ua/news/928630-litaky-okupantiv-skynuly-5-korygovanyh-bomb-kab-500-na-hersonsku-oblast-ok-pivden
15. ↑  Trade Register. In: sipri.org. Abgerufen am 18. Dezember 2014.